# بادي بيبر
بادي بيبر (المولود باسم جاك ريذرفورد ستاركي)، (21 أبريل 1922 - 7 فبراير 1993)، هو عازف بيانو وكاتب أغاني وموزع موسيقي وممثل أمريكي، وهو معروف بأنه أحد مؤلفي أفضل أغنية في مجلة بيلبورد عام 1953، " Vaya Con Dios ،" والتي تم تسجيلها أكثر من 500 مرة. كما كتب العديد من الأغاني لأفلام شركة يونيفرسال بيكتشرز، بما في ذلك <i id="mwFA">Mister Big</i> (1943). في عام 1959، كتب أغنية عنوان الفيلم الحائز على جائزة الأوسكار حديث الوسائد، والتي غنتها الممثلة دوريس داي خلال الاعتمادات الافتتاحية.

## وفاته
توفي بادي بيبر بسبب قصور في القلب في 7 فبراير 1993، في منزله في شيرمان أوكس، كاليفورنيا، عن عمر يناهز 70 عامًا.

## روابط خارجية
بادي بيبر على موقع IMDb (الإنجليزية)
- بادي بيبر على موقع ميوزك برينز (الإنجليزية)
- بادي بيبر على موقع أول ميوزيك (الإنجليزية)
- بادي بيبر على موقع ديسكوغز (الإنجليزية)
- بادي بيبر على موقع قاعدة بيانات الفيلم (الإنجليزية)